# Los hijos de los días
Los hijos de los días, es un libro escrito por el escritor uruguayo Eduardo Galeano. Publicado por Siglo XXI Editores en 2011.

## Argumento
El libro reúne 366 historias de héroes anónimos y de hechos sorprendentes de distintas épocas, convirtiéndose en un calendario. 
El nombre del libro se explica de la siguiente manera:

"Y los días se echaron a caminar. Y ellos, los días, nos hicieron. Y así fuimos nacidos nosotros, los hijos de los días, los averiguadores, los buscadores de la vida
Ib.